# UnLtd
The Foundation for Social Entrepreneurs (FSE), более известная как UnLtd — группа британских некоммерческих организаций, фондов и трастов под единым управлением, созданных с целью развития социального предпринимательства в Великобритании, в первую очередь при помощи выдачи адресных премий (грантов).
UnLtd оказывает помощь и содействует развитию социального предпринимательства в других формах, а также проводит исследования и создаёт инновационные продукты в своей области.
Является одной из ведущих в Великобритании организаций по поддержке социального предпринимательства.

## Организация
Основу группы составляет The Foundation for Social Entrepreneurs, зарегистрированный 15 марта 2001 года, по отношению к которому дочерними являются The Millennium Awards Trust, The Foundation for Social Entrepreneurs Scotland, UnLtd Scotland, FSE Manegement Services Ltd.
Кроме основных организаций группа развивает несколько целевых проектов, в числе которых UnLtd Ventures, UnLtd Research, а также имеет представительства в других странах, например, Unltd India (Мумбаи, Индия), Unltd South Africa (Кейптаун, ЮАР), Unltd Thailand (Бангкок, Таиланд).
Штаб-квартира UnLtd находится в Лондоне (Великобритания).

## Деятельность
UnLtd получает инвестиционные доходы с имеющейся в распоряжении суммы, а также собирает пожертвования от организаций и частных лиц.
Полученные таким образом средства в большей части распределяются по одобренным заявкам на индивидуальные премии (гранты) проектам в области социального предпринимательства в сумме от £2 500 до £20 000 на один проект.
Часть средств идёт на покрытие организационных расходов.
Оставшаяся сумма прибавляется к базовым инвестиционным средствам.
Подобная схема позволяет вести устойчивую деятельность без ограничения по срокам и вне зависимости от интенсивности новых поступлений.
При этом объём поступающих средств потенциально позволяет поддерживать около 1000 заявок ежегодно.

## История
Консорциум UnLtd был создан в 2000 году семью ведущими на тот момент в области социального предпринимательства организациями: Фондом Ашока, Changemakers, Community Action Network (CAN), Разрядкой смеха, The Scarman Trust, Senscot и The School for Social Entrepreneurs (SSE).
Целью создания консорциума стало получение «Премии тысячелетия» в размере 100 млн фунтов стерлингов от «Комиссии тысячелетия» (англ. Millennium Commission), получившей в распоряжение средства на эти цели от Британской национальной лотереи; чего в результате и удалось добиться в 2002 году.
В результате была создана система трастов, фондов и некоммерческих организаций, управляющих полученной суммой исходя из заявленных целей.
4 марта 2008 года UnLtd (UnLtd Research) запустил проект интернет-сообщества UnLtdWorld для общения и взаимодействия социальных предпринимателей.
К 2014 году сообщество UnLtdWorld выросло до 13 000 человек и 2 марта 2014 года проект был приобретён The Guardian с целью интеграции в их сеть социальных предпринимателей.
В октябре 2014 году Community Action Network (CAN) и Senscot выпустили совместное заявление, в котором охарактеризовали деятельность UnLtd в период с 2008 по 2012 годы, как «эрозию принципа не-для-частного-обогащения» (англ. erosion of the not-for-private-profit principles) и заявили, что прекращают сотрудничество с головным фондом, тем не менее работая с дочерними структурами и оставаясь открытыми к диалогу.

## Сайт
- Официальный сайт: unltd.org.uk
- TechCrunch: UnLtd.